# Sint-Hendrik en Cunegondekerk

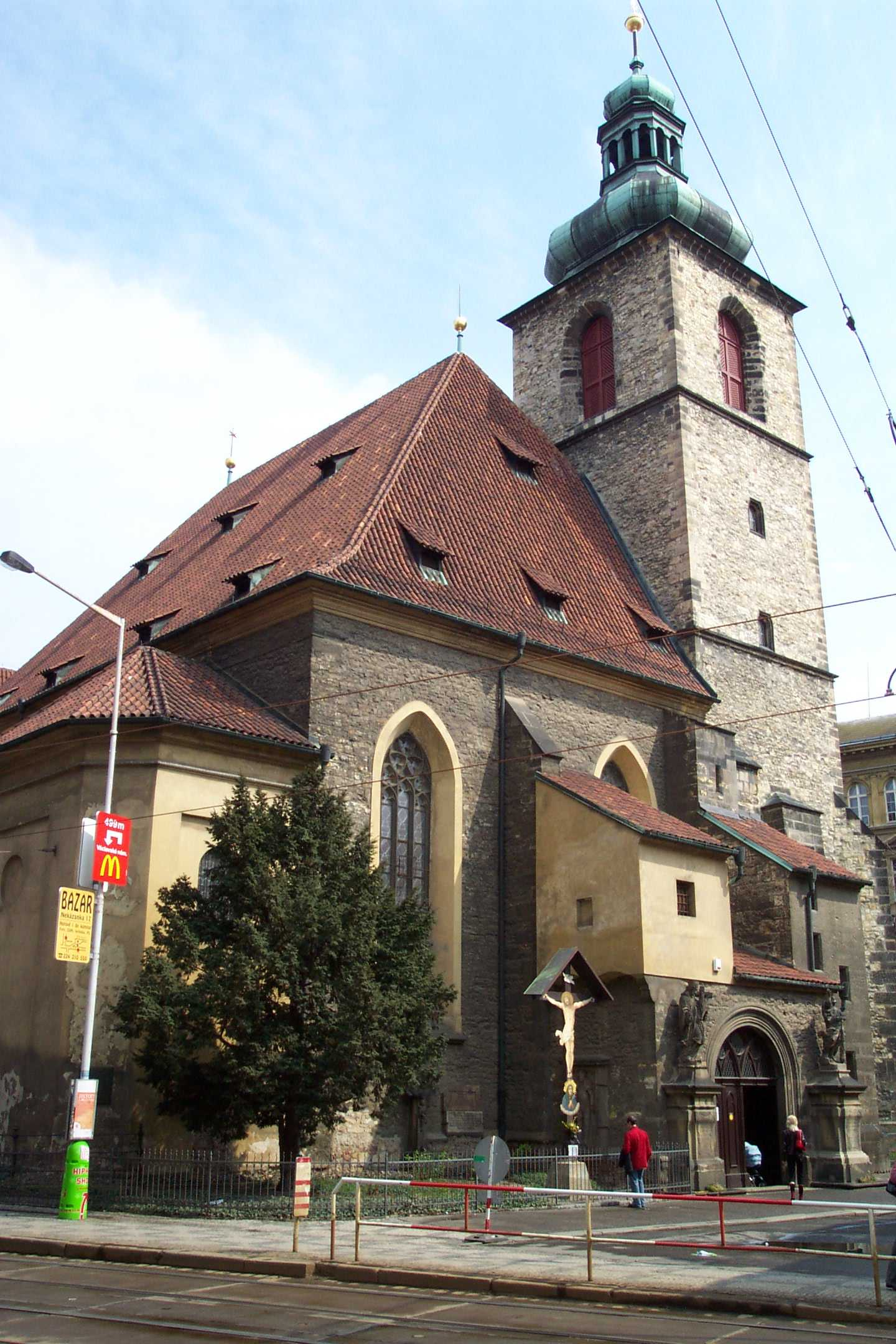
St.-Hendrik en Cunegondekerk

De Sint-Hendrik en Cunegondekerk (Tsjechisch: kostel sv. Jindřicha a Kunhuty) is een kerkgebouw in de Nieuwe Stad van de Tsjechische hoofdstad Praag. De kerk is gewijd aan keizer Hendrik II de Heilige en zijn vrouw Cunegonde van Luxemburg.
De kerk werd rond 1350 in gotische stijl gebouwd als belangrijkste kerk van de Nieuwe Stad. In 1738 werden gedeelten van de kerk omgebouwd naar barokstijl. Rond 1875 zorgde architect Josef Mocker ervoor dat de kerk weer gotisch werd. De aan de muren gelegen grafstenen waren onderdeel van het oorspronkelijk rond de kerk gelegen kerkhof.